# Christian Synaeghel
Christian Synaeghel (ur. 28 stycznia 1951 w Leffrinckoucke) – francuski piłkarz, występujący na pozycji pomocnika.
Z zespołem AS Saint-Étienne trzykrotnie zdobył mistrzostwo Francji (1974, 1975, 1976) i dwukrotnie puchar tego kraju (1975, 1976). W latach 1974–1977 rozegrał 5 meczów w reprezentacji Francji.